# クラウディオ・ロティート
クラウディオ・ロティート（Claudio Lotito、1957年5月9日 - ）はイタリアの実業家。セリエA・SSラツィオの会長(2004年-)。

## 経歴
ロティートは清掃・警備会社グローバル・サービスを経営する実業家で、ユヴェントスのルチアーノ・モッジGMと親交が深かった。セルジョ・クラニョッティによるラツィオの経営が悪化すると買収に乗り出し、2004年に買収して会長に就任した。極度の財政難のため緊縮財政を実施しており、ラツィオの補強はきわめて限られた財政力で行なわれている。緊縮財政を反映して選手の給与額を制限し、大規模補強もほとんど行なわないため、ラツィオサポーターからの反感を買うことも多いが、ラツィオが多額の負債を抱えながらも生き残っているのはロティートの辣腕に負うところが大きい。2005年、1億4000万ユーロ(約195億円)と言われる負債の23年の分割払いで税務当局と合意するなど、優れた手腕を見せた。
反面、メディアへの露出を好み、発言で物議を醸すことも少なくない。2009年夏には、移籍願望を表明したロレンツォ・デ・シルヴェストリ、クリスティアン・ダニエル・レデスマ、ゴラン・パンデフの3選手に対し試合出場を禁止している（デ・シルヴェストリはフィオレンティーナへ移籍）。
前述のモッジとの親交の深さが仇となり、カルチョ・スキャンダルへの関与が疑われ、2006-07シーズンにはクラブにペナルティが課された。とはいえ、ペナルティにもかかわらず、デリオ・ロッシ監督の下でラツィオはシーズン3位でUEFAチャンピオンズ・リーグの出場権を獲得するなど、再生は堅実に進められている。2008-09シーズンにはコッパ・イタリアも制覇した。
2011年からUSサレルニターナ1919のオーナーとなっており、ラツィオの選手の育成に活用している。